# Hoplaster spinosus
Hoplaster spinosus is een zeester uit de familie Odontasteridae.
De wetenschappelijke naam van de soort werd in 1882 gepubliceerd door Edmond Perrier, in Milne-Edwards.